# کوچه کابوس (فیلم ۲۰۲۱)
کوچهٔ کابوس (انگلیسی: Nightmare Alley) فیلمی آمریکایی در ژانر تریلر روان‌شناختی نئو-نوآر به کارگردانی گیرمو دل تورو از فیلم‌نامه‌ای نوشتهٔ دل تورو و کیم مورگان است که بر پایهٔ رمانی به همین نام اثر ویلیام لیندزی گرشام ساخته شده و در سال ۲۰۲۱ منتشر شد. در این فیلم گروه بازیگران از جمله بردلی کوپر، کیت بلانشت، تونی کولت، ویلم دفو، ریچارد جنکینز، رونی مارا، ران پرلمن، مری استینبورگن و دیوید استراترن حضور دارند. این فیلم بعد از نسخهٔ ۱۹۴۷ دومین فیلم بلند اقتباس‌شده از رمان گرشام است. تمرکز داستان فیلم بر روی استن کارلایل (کوپر)، یک انسان جاه‌طلب است که با روانپزشکی فاسد به‌نام دکتر لیلیت ریتر (بلانشت) ارتباط برقرار می‌کند و ریتر ثابت می‌کند که به اندازه او خطرناک است.
دل تورو در کنار جی. مایلز دیل و کوپر یکی از تهیه‌کنندگان این فیلم است. دل تورو برای اولین بار توسعهٔ این پروژه را در دسامبر ۲۰۱۷ اعلام کرد. مراحل تصویربرداری اصلی فیلم در ژانویهٔ ۲۰۲۰ در تورنتو، انتاریو آغاز شد اما در مارس ۲۰۲۰ به دلیل همه‌گیری کووید-۱۹ لغو شد. تولید فیلم در سپتامبر ۲۰۲۰ از سر گرفته شد و در دسامبر به پایان رسید.
اولین نمایش جهانی کوچهٔ کابوس در ۱ دسامبر ۲۰۲۱ در تالار الیس تالی شهر نیویورک بود و در ۱۷ دسامبر ۲۰۲۱ از طریق سرچلایت پیکچرز در ایالات متحده منتشر شد. این فیلم به‌طور کلی نقدهای مثبتی را دریافت کرد و منتقدان از کارگردانی دل تورو، سبک بصری، فیلم‌برداری، موسیقی، طراحی لباس، طراحی تولیدی و اجرای کوپر و بلانشت تمجید کردند. از نظر برخی منتقدان این فیلم سطح پایین‌تری نسبت به نسخهٔ سال ۱۹۴۷ داشته‌است. این فیلم از سوی هیئت ملی بازبینی فیلم و مؤسسه فیلم آمریکا به عنوان یکی از بهترین فیلم‌های سال ۲۰۲۱ انتخاب شد.

## بازیگران
- بردلی کوپر
- کیت بلانشت
- تونی کولت
- ویلم دفو
- ریچارد جنکینز
- رونی مارا
- ران پرلمن
- مری استینبورگن
- دیوید استراترن
- هولت مک‌کالانی
- کلیفتن کالینز جونیور
- تیم بلیک نلسون
- جیم بیور
- مارک پووینلی
- رومینا پاور
- پاول اندرسن
- دیوید هیولت
- لارا جین کوراستکی
- استیون مک‌هتی
- دین بچر